# Sting Ray Robb
Sting Ray Robb (Boise, 3 settembre 2001) è un pilota automobilistico statunitense, vincitore della Indy Pro 2000 nel 2020  e vice campione della Indy Lights nel 2022.

## Carriera

### Inizi e la Road to Indy
All'età di cinque anni Robb riceve il suo primo go-kart e dà il via alla sua carriera agonistica, a otto anni inizia a correre a livello nazionale, nel 2015 vince il campionato nazionale nel karting Rotax Junior Max. Lo stesso anno passa alle corse in monoposto, correndo nel campionato Skip Barber Winter Series dove chiude secondo.
Nel 2016 corre tre gare del campionato NASCAR K&N Pro Series West, una serie regionale di corse di stock car gestita dalla NASCAR per poi ritornare in monoposto l'anno seguente nella Pro Mazda, serie propedeutica della IndyCar. Robb corre nella serie per due anni senza dimostrare buoni risultati. Nel 2019 si unisce al team Juncos Racing per correre nella Indy Pro 2000 nelle due stagioni successive. Nel primo anno Robb conquista sei podi e una pole position e chiude quarto in classifica a ottanta punti dal vincitore Kyle Kirkwood. Grazie alla maggiore esperienza il suo secondo anno risulta molto positivo, conquista la sua prima vittoria nella serie sul Circuito di Mid-Ohio, ad Indianapolis completa un weekend perfetto vincendo tutte le tre gare. Nel resto della stagione vince altre gare e si aggiudica il campionato davanti a Devlin DeFrancesco.

#### Indy Lights
Nel 2021 rimane legato al team Juncos Racing salendo di categoria nella Indy Lights. Robb dimostra una buona costanza di risultati ma non risulta molto competitivo. Chiude ottavo in classifica molto distante dai primi. L'anno seguente lascia il team Juncos Racing con cui stava da oramai tre anni per passare al team Andretti. Durante la sua seconda stagione nella Indy Lights si dimostra molto più competitivo, conquista otto podi con una vittoria a Laguna Seca davanti a Christian Rasmussen. Robb chiude la sua seconda stagione al secondo posto dietro a Linus Lundqvist.

### IndyCar
Durante la stagione 2022, Robb partecipa a un test collettivo per Rookie della IndyCar Series a Sebring dove prova la Dallara IR18 del team Andretti Autosport. Il 18 gennaio del 2023 arriva l'annuncio ufficiale del passaggio di Robb al IndyCar Series. Il pilota viene ingaggiato dalla Dale Coyne Racing e correrà a tempo pieno con la vettura numero 51 supportata dalla Rick Ware Racing.
L'anno seguente rimane in Indy correndo per il team A.J. Foyt Enterprises. Nella seconda gara di Iowa, nei giri finali  è vittima di un terribile incidente che porta la sua Dallara IR18 a decollare, per fortuna ne esce illeso. Nella gara di Gateway, Robb riesce ad ottenere il suo primi piazzamento in top-10 chiudendo nono.  

## Risultati

### Riassunto della carriera
| Stagione | Serie                      | Team                                    | Gare | Vittorie | Pole | G/veloci | Podi | Punti | Pos. |
| -------- | -------------------------- | --------------------------------------- | ---- | -------- | ---- | -------- | ---- | ----- | ---- |
| 2015-16  | Skip Barber Winter Series  | Skip Barber Racing School               | 10   | 3        | 1    | 2        | 6    | 329   | 2°   |
| 2016     | NASCAR K&N Pro Series West | Bob Wood                                | 3    | 0        | 0    | 0        | 0    | 81    | 29°  |
| 2017     | Pro Mazda                  | World Speed Motorsports                 | 12   | 0        | 0    | 0        | 0    | 185   | 6°   |
| 2018     | Pro Mazda                  | Team Pelfrey                            | 16   | 0        | 0    | 0        | 1    | 231   | 7°   |
| 2018     | NASCAR K&N Pro Series West | Patriot Motorsports Group               | 1    | 0        | 0    | 0        | 0    | 34    | 42°  |
| 2019     | Indy Pro 2000              | Juncos Racing                           | 16   | 0        | 2    | 1        | 6    | 323   | 4°   |
| 2020     | Indy Pro 2000              | Juncos Racing                           | 17   | 7        | 5    | 5        | 11   | 437   | 1°   |
| 2021     | Indy Lights                | Juncos Hollinger Racing                 | 20   | 0        | 0    | 0        | 0    | 249   | 8°   |
| 2022     | Indy Lights                | Andretti Autosport                      | 14   | 1        | 2    | 4        | 8    | 483   | 2°   |
| 2023     | IndyCar Series             | Dale Coyne Racing with Rick Ware Racing | 17   | 0        | 0    | 0        | 0    | 147   | 23º  |
| 2024     | IndyCar Series             | A. J. Foyt Racing                       | 12   | 0        | 0    | 0        | 0    | 121*  |      |

* Stagione in corso.

### Risultati Indy Lights
| Anno | Team               | 1     | 2     | 3     | 4      | 5      | 6      | 7      | 8      | 9     | 10    | 11      | 12      | 13     | 14     | 15    | 16     | 17    | 18    | 19     | 20     | Punti | Pos. |
| ---- | ------------------ | ----- | ----- | ----- | ------ | ------ | ------ | ------ | ------ | ----- | ----- | ------- | ------- | ------ | ------ | ----- | ------ | ----- | ----- | ------ | ------ | ----- | ---- |
| 2021 | Juncos Racing      | ALA 8 | ALA 8 | STP 6 | STP 13 | IMS 9  | IMS 10 | DET 10 | DET 10 | ROA 8 | ROA 9 | MOH1 11 | MOH1 10 | GAT 12 | GAT 11 | POR 9 | POR 11 | LAG 7 | LAG 9 | MOH2 5 | MOH2 7 | 249   | 8°   |
| 2022 | Andretti Autosport | STP 4 | ALA 3 | IMS 3 | IMS 3  | DET 11 | DET 3  | ROA 2L | MOH 5  | IOW 5 | NAS 2 | WOR 6   | POR 6   | LAG 1L | LAG 2  |       |        |       |       |        |        | 483   | 2°   |

### Risultati IndyCar Series
| Anno | Squadra                 | Telaio       | Motore    | 1      | 2      | 3      | 4      | 5       | 6       | 7      | 8      | 9      | 10     | 11     | 12     | 13     | 14     | 15     | 16     | 17     | Punti | Pos. |
| ---- | ----------------------- | ------------ | --------- | ------ | ------ | ------ | ------ | ------- | ------- | ------ | ------ | ------ | ------ | ------ | ------ | ------ | ------ | ------ | ------ | ------ | ----- | ---- |
| 2023 | Dale Coyne Racing       | Dallara DW12 | Honda     | STP 16 | TXS 25 | LBH 18 | ALA 27 | IMS 27  | INDY 31 | DET 22 | ROA 22 | MDO 22 | TOR 19 | IOW 25 | IOW 28 | NSH 17 | IMS 22 | GAT 21 | POR 23 | LAG 12 | 147   | 23º  |
| 2024 | A. J. Foyt Racing       | Dallara DW12 | Chevrolet | STP 24 | LBH 18 | ALA 26 | IMS 22 | INDY 16 | DET 21  | ROA 17 | LAG 12 | MDO 16 | IOW 15 | IOW 21 | TOR 25 | GAT 9  | POR 18 | MIL 23 | MIL 18 | NSH 20 | 185   | 20º  |
| 2025 | Juncos Hollinger Racing | Dallara DW12 | Chevrolet | STP 21 | THE 23 | LBH 9  | ALA 22 | IMS 21  | INDY    | DET    | GAT    | ROA    | MDO    | IOW    | IOW    | TOR    | LAG    | POR    | MIL    | NSH    | 56*   |      |

* Stagione in corso.